# Nybro Vikings IF
Der Nybro Vikings IF ist ein schwedischer Eishockeyverein aus Nybro, der seit 2023 erneut in der zweithöchsten schwedischen Spielklasse, der HockeyAllsvenskan, spielt. Seine Heimspiele trägt der Club in der Liljas Arena aus, die 2380 Zuschauern Platz bietet.

## Geschichte
Der Stammverein Nybro IF wurde 1906 als Mehrspartenverein gegründet. 1955 wurde die Eishockeymannschaft des IK Ymer, die seit 1946 am Ligaspielbetrieb teilgenommen hatte, als Eishockeysektion in den Nybro IF integriert. Im Zuge der Umstrukturierung von Nybro IF in eigenständige Vereinssektionen wurde die Eishockeyabteilung 1998 unter dem Namen Nybro IF Hockey ein eigenständiger Verein. Im Jahr 2002 erfolgte anlässlich des Aufstiegs in die HockeyAllsvenskan die Umbenennung in Nybro Vikings IF.
In den Spielzeiten 1968/69 und 1969/70 gehörte die erste Mannschaft des Vereins der höchsten Spielklasse Schwedens, der damaligen Allsvenskan, an. Außerdem spielte sie über 20 Spielzeiten in der zweiten Liga und stieg 2002 wieder in diese auf. 2009 folgte der Abstieg in die Division 1, die seit 2014 Hockeyettan genannt wird. 2023 gelang mit dem ersten Platz in der Kvalserien der Wiederaufstieg in die HockeyAllsvenskan.

## Heimspielstätte
Die Victoriahallen wurde 1963 erbaut und wird seither für Heimspiele genutzt. Sie war die vierte Eishalle in Schweden – nach der Rosenlundshallen in Jönköping sowie den Hallen in Umeå und Stockholm. Die höchste jemals gemessene Zuschauerzahl lag bei 4027 Besuchern und wurde in der Relegationsrunde der Saison 1969/70 bei einem Spiel gegen Tingsryds AIF erreicht.
Heute ist diese Kapazität aufgrund moderner Brandschutzvorschriften und einer erhöhten Zahl an Sitzplätzen nicht mehr zulässig; das aktuelle Fassungsvermögen beträgt 2380 Zuschauer.
Seit 2022 trägt die Halle den Namen Liljas Arena im Rahmen eines Sponsorvertrags mit dem Autohaus Liljas Bil.

## Bekannte ehemalige Spieler
Die Trikotnummern von Björn Johansson, Åke Elgström, Jonny Ågren und Fredrik Olausson werden in der Liljas Arena nicht mehr vergeben und hängen unter dem Hallendach.
Ausgewählte ehemalige Spieler:
- Björn Johansson, Olympiateilnehmer 1976 und über 200 Länderspiele für Schweden
- Fredrik Olausson, Stanley-Cup-Sieger 2002 mit den Detroit Red Wings
- Åke Elgström, Langjähriger Torhüter, Publikumsliebling und Klublegende in den 1970er- und 80er-Jahren
- Jonny Ågren, Vereinsikone mit über 600 Spielen für Nybro, sportlicher Leiter nach Karriereende
- Lisa Johansson, schwedische Nationalspielerin und Olympiateilnehmerin, stammt aus dem Nachwuchs des Nybro IF
- Pontus Petterström, ehemaliger SHL-Spieler, stammt aus dem Nachwuchs des Nybro IF
- Sacha Treille, französischer Nationalspieler, spielte 2006/07 in Nybro vor seiner internationalen Karriere
- Sergej Sverzjov, russischer Stürmer, Leistungsträger in den 1990er-Jahren und einer der ersten ausländischen Profis im Verein
- Sergej Tsvetkov, russischer Torhüter, bekannt für seine starke Spielweise während der 1990er-Jahre in Nybro
- Sverker Torstensson, physisch robuster Stürmer mit Kultstatus, bekannt für seinen kompromisslosen Spielstil in den 1970er-Jahren